# Reducirajoči sladkor
Reducirajoči sladkor je vsak ogljikov hidrat (sladkor), sposoben delovati kot reducent. V alkalnih pogojih reducirajoči sladkor tvori aldehid ali keton, ki sladkorju omogoči reakcije oksidacije (sladkor deluje kot reducent). V takšni reakciji se ogljikov hidrat spremeni v karboksilno kislino.
Med reducirajoče sladkorje spadajo vsi monosaharidi, pa tudi nekateri disaharidi, oligosaharidi in polisaharidi. Monosaharide dalje delimo na aldoze, za katere je značilna aldehidna funkcionalna skupina, in ketoze, ki jih prepoznamo po ketonski funkcionalni skupini. Ketoze se morajo najprej tavtomerizirati v aldoze, šele nato so zmožne delovati kot reducirajoči sladkorji.
Disaharidi nastajajo s povezavo dveh monosaharidov in jih lahko klasificiramo kot bodisi reducirajoče bodisi nereducirajoče sladkorje. Nereducirajoči disaharidi, kot sta denimo saharoza in trehaloza, imajo med anomernimi ogljiki glikozidne vezi in se zaradi tega ne morejo razviti v aciklično (verižno) obliko z izpostavljeno aldehidno skupino (ostajajo v ciklični obliki). Reducirajoči disharidi, kot sta denimo laktoza in maltoza, imajo z glikozidno vezjo vezan le en izmed dveh anomernih ogljikov. Drug anomerni ogljik je prost in prehaja v verižno obliko ter s svojo prosto aldehidno skupino deluje kot reducent.
Aldehidna funkcionalna skupina sladkorju omogoča, da deluje kot reducent, kot denimo v Benediktovem in Tollensovem testu. Reducirajoči sladkorji reagirajo tudi v Maillardovi reakciji, kjer kemijska reakcija poteče med sladkorji in aminokislinami. Ta test se uporablja v živilski industriji, denimo za določanje ravni reducirajočih sladkorjev v vinu, soku in sladkornem trsu.

## Terminologija

### Redoks reakcije
Reducirajoči sladkor reducira drugo snov, medtem ko se sam oksidira (torej je reducent). Pri reakciji se karbonilni ogljik sladkorja oksidira v karboksilno funkcionalno skupino. Nek sladkor je klasificiran kot reducirajoči, kadar je v aciklični (verižni) obliki z aldehidno skupino ali prosto hemiacetalno skupino.

### Aldoze in ketoze
Monosaharidi, ki imajo aldehidno funkcionalno skupino (-CHO), so poznani kot aldoze, medtem ko je ketonska funkcionalna skupina značilna za ketoze (-CO). Aldehid se lahko v redoks reakciji oksidira, medtem ko se druga snov reducira. Prav zaradi tega so aldoze reducirajoči sladkorji. Sladkorji, ki imajo ketonske skupine, se morajo najprej tavtomerizirati v aldoze. Zaradi tega so tudi ketoze, kot je denimo fruktoza, klasificirane kot reducirajoči sladkorji, četudi je komaj izomer, nastal po tavtomerizaciji, tisti, ki se je zmožen oksidirati.

### Reducirajoči konec
Disaharide sestavljata dva monosaharida in so lahko bodisi reducirajoči bodisi nereducirajoči. Tudi reducirajoč disaharid bo imel le en reducirajoč konec, saj je vsaj en anomerni ogljik vezan v glikozidno vez, ki veže dva monosaharida. Reducirajoč konec predstavlja prosti anomerni ogljik, ki je zmožen delovati kot reducent in reducirati drugo snov (sebe pa ob tem oksidirati). Nereducirajoč disaharid ima v glikozidno vez vezana oba anomerna ogljika. Podobno ima tudi večina reducirajočih polisaharidov en reducirajoči konec.

## Primeri
Vsi monosaharidi so reducirajoči sladkorji, ker imajo aldehidno skupino (so aldoze) ali lahko preko tavtomerizacije aldehidno skupino pridobijo (so ketoze). Takšni primeri so denimo galaktoza, glukoza, gliceraldehid, fruktoza, riboza in ksiloza.
Mnogi disaharidi, kot so denimo celobioza, laktoza in maltoza, so reducirajoči sladkorji, ker ima ena od podenot prost anomerni ogljik. Delež disaharidov je nereducirajoč; takšni sta denimo saharoza in trehaloza, pri katerih sta oba anomerna ogljika vezana z glikozidno vezjo.
Mnogi glukozni polimeri, kot so denimo škrob in škrobovi derivati (glukozni sirup, maltodekstrin in dekstrin), se začnejo z reducirajočim sladkorjem, prostim aldehidom. Ob delni hidrolizi škrob vsebuje več reducirajočih sladkorjev na gram. Odstotek reducirajočih sladkorjev, prisotnih v škrobovih derivatih, se imenuje dekstrozni ekvivalent (DE).
Glikogen je močno razvejan glukozni polimer, ki služi kot glavna založna oblika ogljikovih hidratov v živalih. Je reducirajoči sladkor z zgolj enim reducirajočim koncem. Vsaka razvejitev se konča z ostankom nereducirajočega sladkorja. Ob razgradnji glikogena (glikogenolizi) encimi glukozne monomere odstranjujejo iz nereducirajočih koncev.

## Dokazovanje
Obstaja več kvalitativnih testov, ki se uporabljajo za dokazovanje reducirajočih sladkorjev. Med njimi sta denimo dva, ki uporabljata različne raztopine bakrovih (II) ionov: Benediktov reagent (Cu2+ v vodni raztopini natrijevega citrata) in Fehlingov reagent (Cu2+ v vodni raztopini natrijevega tartrata). Reducirajoči sladkor reducira bakrove (II) ione v baker (I), ki tvori opečnato rdečo oborino. Reducirajoče sladkorje je mogoče dokazati tudi s pomočjo Tollensovega reagenta, ki ga sestavljajo srebrovi ioni (Ag+) v vodni raztopini amonijaka. Ob dodatku Tollensovega reagenta aldehidu se pojavi srebrna oborina.
S pomočjo Barfoedovega reagenta se lahko kvalitativno dokazuje monosaharide, reagirajo pa tudi disaharidi, četudi je reakcija z njimi počasnejša. Metoda temelji na redukciji bakrovega (II) acetata v bakrov (I) oksid (Cu2O), ki daje opečnato rdečo oborino. Molischev test se uporablja za dokazovanje vseh ogljikovih hidratov (tudi nereducirajočih). Molischev reagent je α-naftol, raztopljen v etanolu. Za kvantitativno dokazovanje reducirajočih sladkorjev je mogoče uporabiti 3,5-dinitrosalicilno kislino, ki reagira z reducirajočimi sladkorji in tvori 3-amino-5-nitrosalicilno kislino. Slednjo se nato izmeri s pomočjo spektrofotometra, na podlagi česar se sklepa na količino reducirajočega sladkorja, prisotnega v izbranem vzorcu.

## Uporaba

### Medicina
Fehlingov reagent se je dolga leta uporabljal v medicini kot diagnostični test za sladkorno bolezen (diabetes), bolezensko stanje, pri katerem je močno zvišan nivo krvnega sladkorja (bodisi zaradi nezmožnosti proizvajanja dovolj inzulina kot pri sladkorni bolezni tipa 1 bodisi zaradi inzulinske rezistence kot pri sladkorni bolezni tipa 2). Merjenje količine oksidanta (v tem primeru Fehlingovega reagenta), ki je bil reduciran s strani glukoze, omogoča določitev koncentracije glukoze v krvi ali urinu. Na podlagi tega je mogoče pacientom vbrizgati pravo količino inzulina.

### Živilstvo
Količina reducirajočih sladkorjev v vinu, soku in sladkornem trsu je indikator, ki omogoča določanje kvalitete teh produktov. S pomočjo nadziranja ravni reducirajočih sladkorjev med samo proizvodnjo živil se je izboljšala kakovost živilskega trga. Med pogosteje uporabljene tovrstne metode spada Lane-Eynonova metoda, ki vključuje titriranje reducirajočih sladkorjev z bakrom (II) v Fehlingovi raztopini in v prisotnosti metilen modro. Sam test naj ne bi bil popolnoma natančen, slabost pa je tudi visoka cena in občutljivost na nečistoče.